# Bree Olson
Bree Olson, artiestennaam van Rachel Marie Oberlin (Houston, 7 oktober 1986), is een Amerikaans voormalig pornoactrice die in honderden films speelde.

## Jonge jaren
Haar grootouders waren Oekraïners die emigreerden naar Texas en daarna naar Fort Wayne in Indiana toen ze twee jaar oud was. Haar grootmoeder is naar eigen zeggen haar grootste held, omdat zij het concentratiekamp overleefde. Olsons eerste vakantiebaantje was als arbeidster in de maisteelt en later werkte ze ook als hulpkelner in een restaurant. Na de middelbare school schreef ze zich in aan de Universiteit van Indiana om een artsenstudie te gaan volgen, maar die studie duurde niet lang, en ze verliet de universiteit.

## Carrière
Olson belandde in de porno-industrie in november 2006. Ze werkte aanvankelijk voor een verscheidenheid aan bedrijven, waaronder Digital Playground, Elegant Angel en Red Light District Video. Ze stond van 2007 tot 2010 ook onder contract bij Adam & Eve.
Olsons artiestennaam kwam van de voornaam van een middelbareschoolvriendin gecombineerd met een variatie op de achternaam van de tweeling Mary-Kate en Ashley Olsen.
In eerste instantie was het haar bedoeling om haar studie aan de universiteit te voltooien terwijl ze haar beroep verder uitoefende, maar toch verliet ze de universiteit. Volgens Olson wilde ze al van jongs af aan pornoster worden, en dat ze daarmee nog wachtte totdat ze bijna twintig was, was slechts omdat ze tot die tijd een relatie had.
Olson maakte haar opwachting in bijna driehonderd pornofilms. In 2008 werd ze de Favorite Female Rookie bij de Fans of Adult Media and Entertainment Awards en was ze eveneens de winnaar van de AVN Best New Starlet Award. Ze was ook Penthouse Pet van de maand maart in 2008, verscheen op de omslag van Hustler en was te zien op de omslag van Penthouse in mei 2011 en die van Playboy in augustus 2011. In 2010 werd zij door het Britse mannenblad Maxim uitgeroepen tot een van de 12 vrouwelijke topsterren in de porno-industrie.
Olson verscheen in een aflevering van het E!-realityprogramma Keeping Up with the Kardashians, waarin zij werd ingehuurd als kinderoppas. Ze werd echter op haar eerste dag ontslagen door Kris Jenner, die bezwaar had tegen haar kledingstijl en die haar gedrag ongepast vond. Olson verscheen ook in de muziekvideo van Flo Rida's "Zoosk Girl".
In oktober 2011 verklaarde Olson afscheid te hebben genomen van de pornografie en al ruim een jaar niet meer in een pornofilm te hebben gespeeld. In 2015 was ze voor het eerst te zien in een rol in een niet-pornografische film, The Human Centipede III (Final Sequence).

## Persoonlijk leven
Olson is veganist en werd door PETA tot ere-"Sla-Lady" uitgeroepen. Ze maakte in interviews kenbaar dat ze atheïste is. Olson is ook biseksueel.

## Prijzen

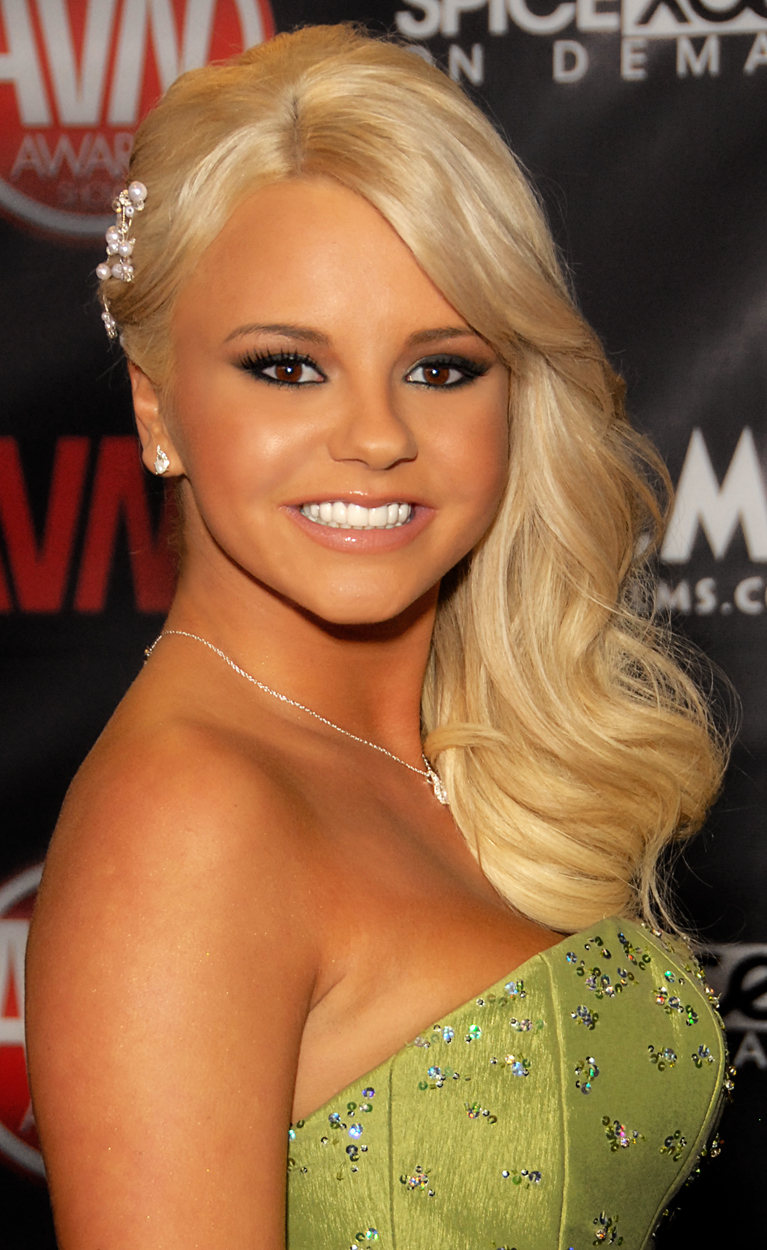
Bree Olsen in 2010

- 2007 Night Moves Adult Entertainment Award – Best New Starlet, Editor's Choice[4]
- 2007 Adultcon Top 20 Adult Actresses[5]
- 2008 AVN Award – Best New Starlet[6]
- 2008 AVN Award – Best Anal Sex Scene (Video) – Big Wet Asses 10 (met Brandon Iron)[7]
- 2008 XRCO Award –  New Starlet[8]
- 2008 XRCO Award – Cream Dream[8]
- 2008 F.A.M.E. Awards – Favorite Female Rookie[9]
- 2008 Night Moves Adult Entertainment Award – Best Female Performer, Fans' Choice[10]
- 2008 XBIZ Award – New Starlet[11]
- 2009 AVN Award – Best New Web Starlet – BreeOlson.com[12]
- 2009 Twisty's Treat of the Year[13]
- 2010 AVN Award – Best All-Girl Three-Way Sex Scene – The 8th Day[14]